# Estació de Sant Cugat Centre
Sant Cugat Centre, anteriorment Sant Cugat, és una estació de la xarxa de Ferrocarrils de la Generalitat de Catalunya (FGC) que pertany a les línies suburbanes S1 i S2 de la línia Barcelona-Vallès. Aquí es bifurca el Metro del Vallès en els seus dos trams que es dirigeixen a Terrassa (S1) i Sabadell (S2). Aquesta està situada sud-oest del nucli urbà de Sant Cugat del Vallès a la comarca del Vallès Occidental. L'edifici gaudeix d'un nivell B de protecció com a bé immoble dins del catàleg de patrimoni de Sant Cugat.
L'estació de Sant Cugat va entrar en funcionament el 26 d'octubre de 1917 amb l'arribada del primer tren. Va ser la primera estació de ferrocarril que va arribar al municipi de Sant Cugat. Aquest fet va venir acompanyat de tres dies de festa populars. La línia de Ferrocarril va ser construïda amb ample europeu i l'estació va ser projectat amb la pretensió d'abastir servei a les poblacions vallesanes. No seria fins a l'any 1921 que s'inauguraria la Floresta - Pearson, la segona estació del municipi.
Aquesta estació s'ubica dins de la tarifa plana de l'àrea metropolitana de Barcelona, qualsevol trajecte entre dos dels municipis de l'àrea metropolitana de Barcelona valida com a zona 1. L'any 2016 va registrar l'entrada de 3.649.811 passatgers. El 2022 va ser reanomenada com Sant Cugat Centre i va substituir l'anterior nom Sant Cugat amb l'objectiu d'eliminar l'ambiguitat amb l'estació de Rodalies Sant Cugat-Coll Favà.

## Serveis ferroviaris
| Línia Barcelona-Vallès de FGC |            |       |             |                         |
| Procedència/Destinació        | <          | Línia | >           | Procedència/Destinació  |
| Barcelona - Pl. Catalunya     | Valldoreix |       | Mira-sol    | Terrassa Nacions Unides |
| Barcelona - Pl. Catalunya     | Valldoreix |       | Volpelleres | Sabadell Parc del Nord  |

## Edifici
És un edifici d'estil noucentista i la seva composició és estrictament simètrica. Aquesta es basa en la subdivisió de la façana mitjançant pilastres que van de baix fins a la cornisa.
Hi ha un encaix paral·lel més aprofundit del qual s'hi encaixen les obertures dins dels trams entre pilastres; és una referència a l'Art déco. Les proporcions de la façana, la barana i el frontó de l'edifici segueixen la regla d'or. La barana és de pedra massissa. A la planta baixa s'hi troba actualment un bar, encara que abans des de la darrera reforma contenia els serveis propis d'un l'estació de ferrocarril. En el primer pis, s'hi albergava el pis del cap de l'estació i d'altre personal. L'entrada de l'estació dona a la Plaça de Lluís Millet i s'hi accedeix a través d'una escalinata. A l'andana que passen trens direcció Terrassa-Sabadell hi destaca un cedre. Es va construir un nou edifici de viatgers a tocar de l'edifici de l'estació històric l'any 2000. Disposa també d'entrada a la plaça Lluís Millet i disposa d'un pas inferior per accedir a les andanes.

## Galeria d'imatges

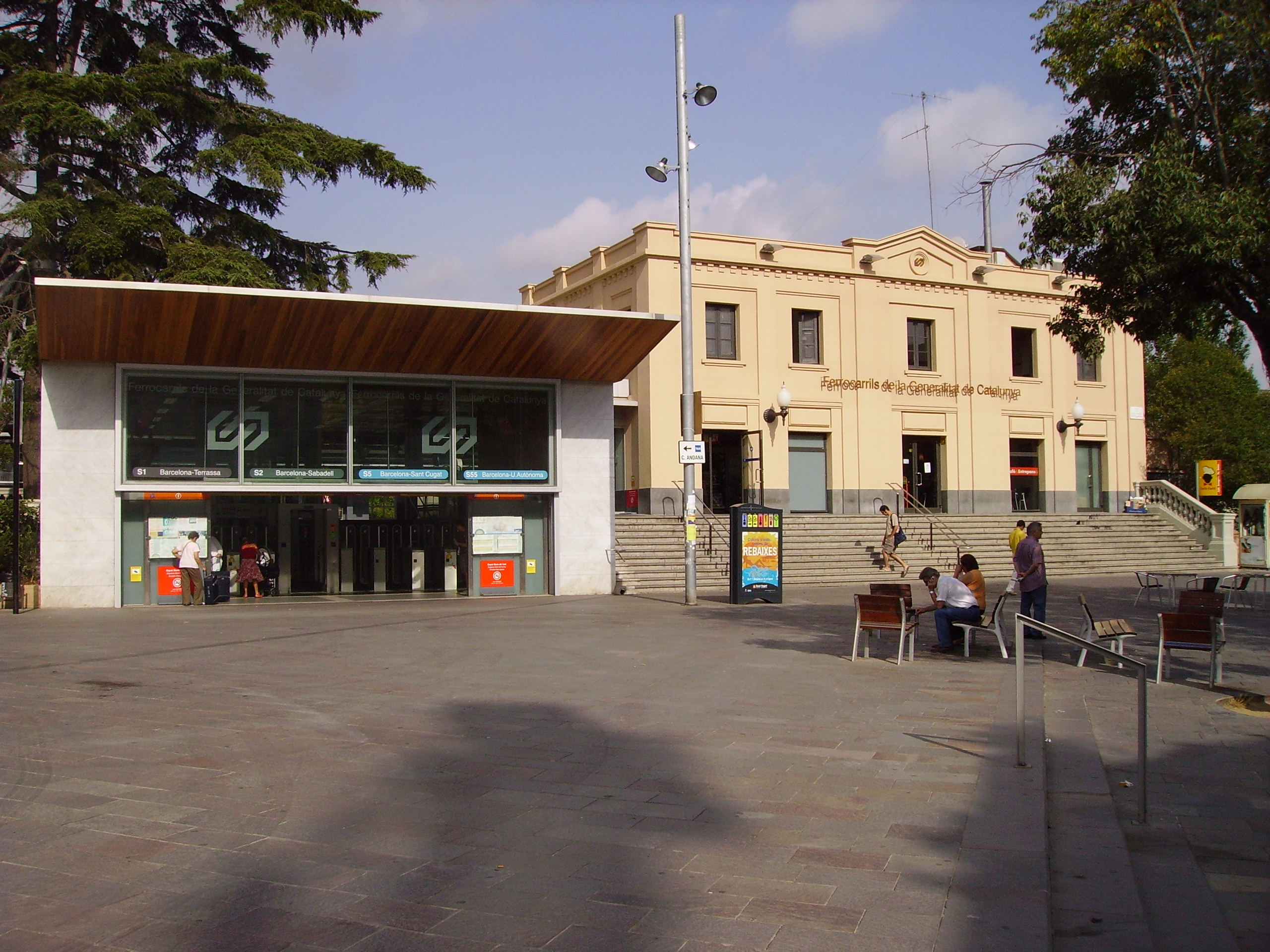
L'edifici de 1917 i el nou accés del 2000
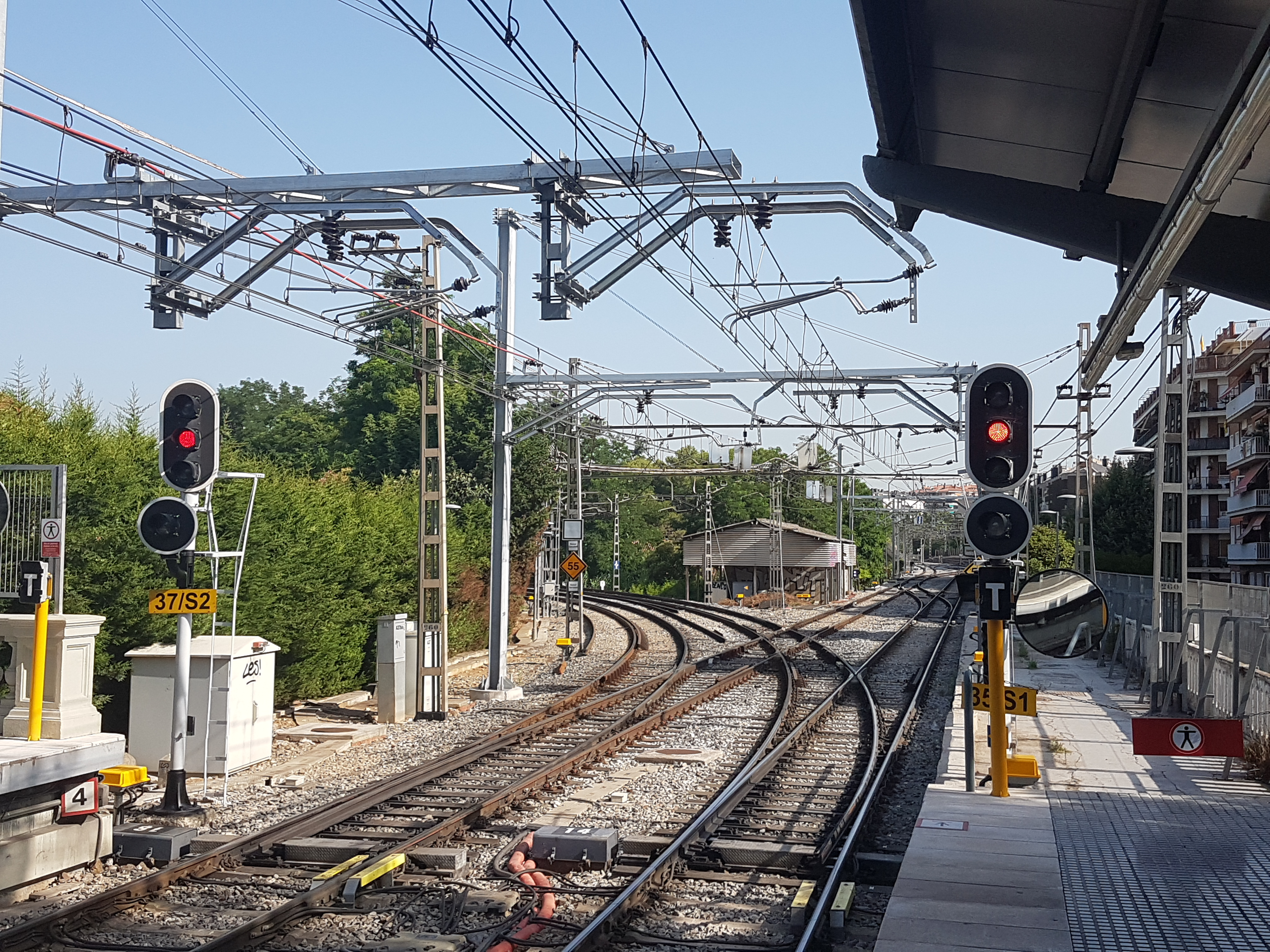
L'estació s'ubica just a la bifurcació cap a Sabadell i Terrassa
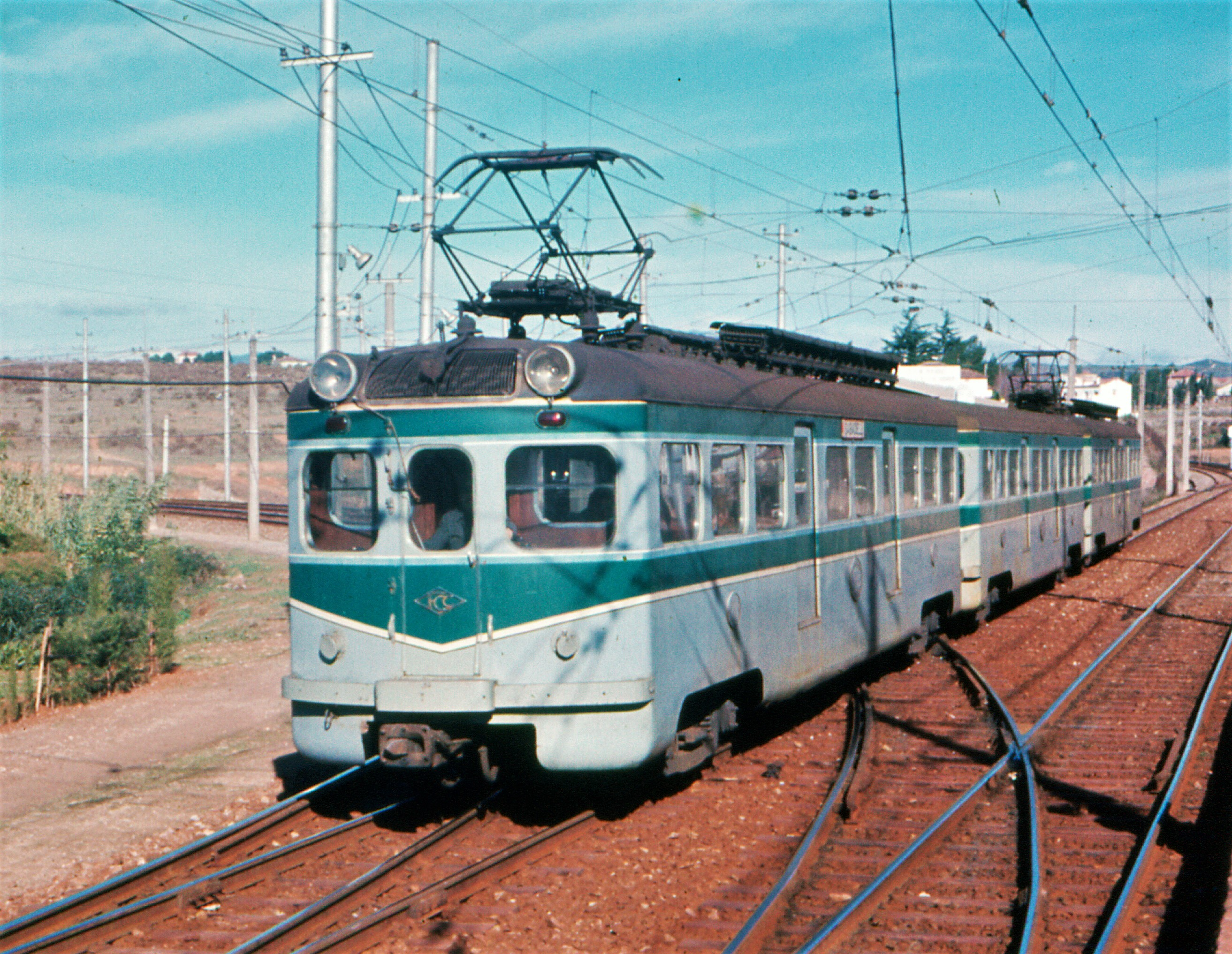
Unitat 400 entra a l'estació el 1970
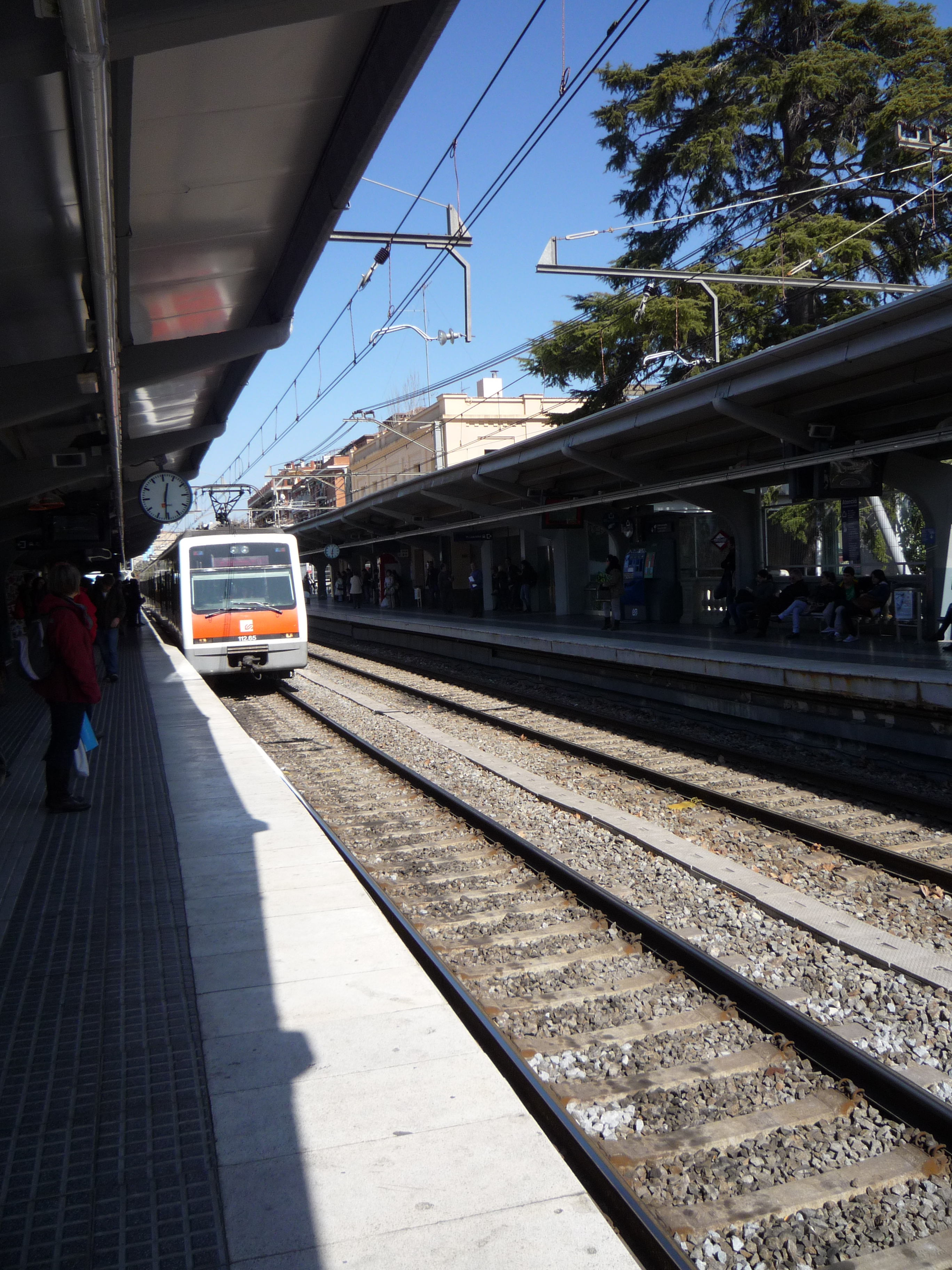
Unitat 112 a l'estació el 2012